# Långholmsparken

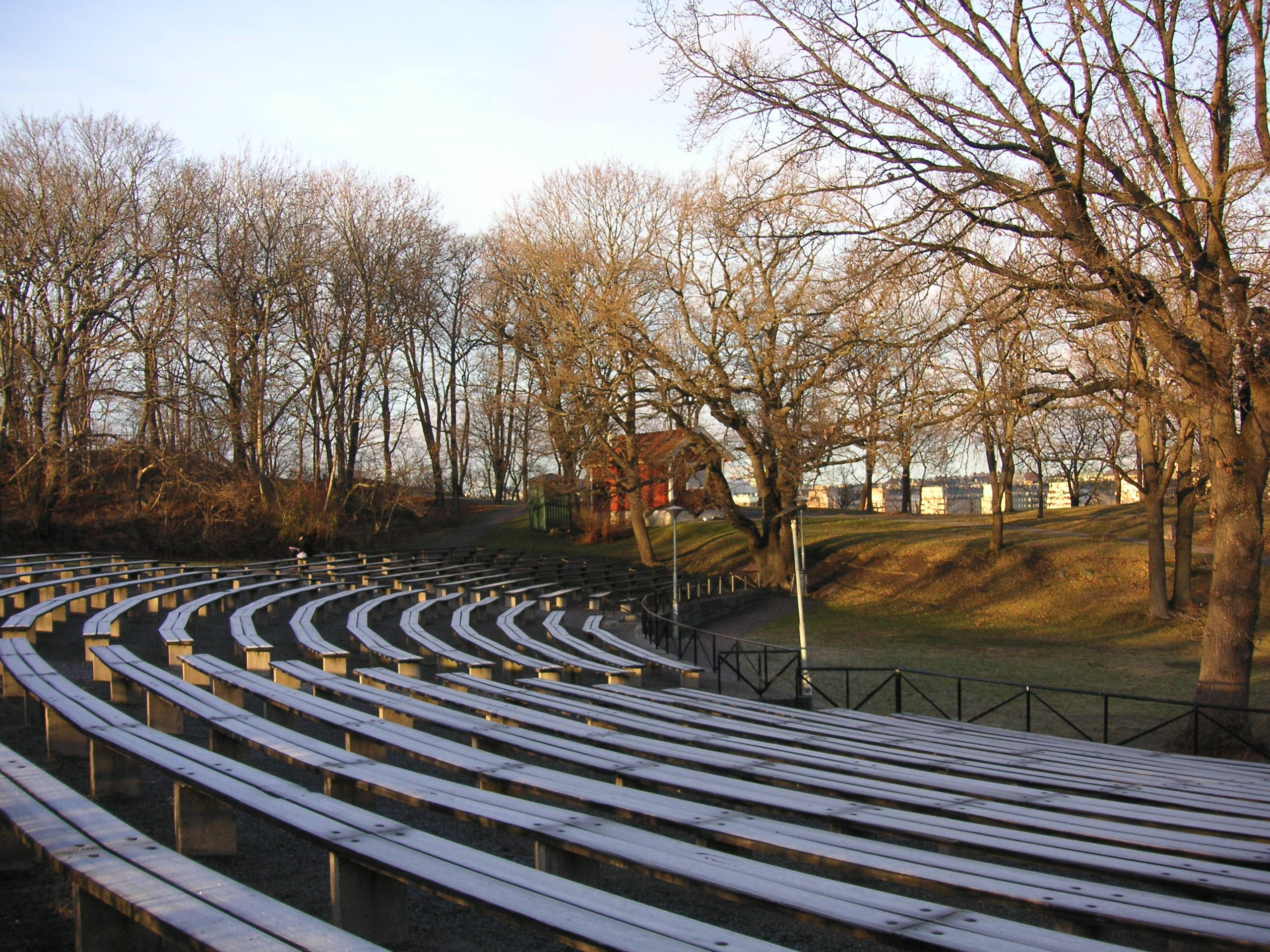
Långholmsparkens amfiteater i december 2005.

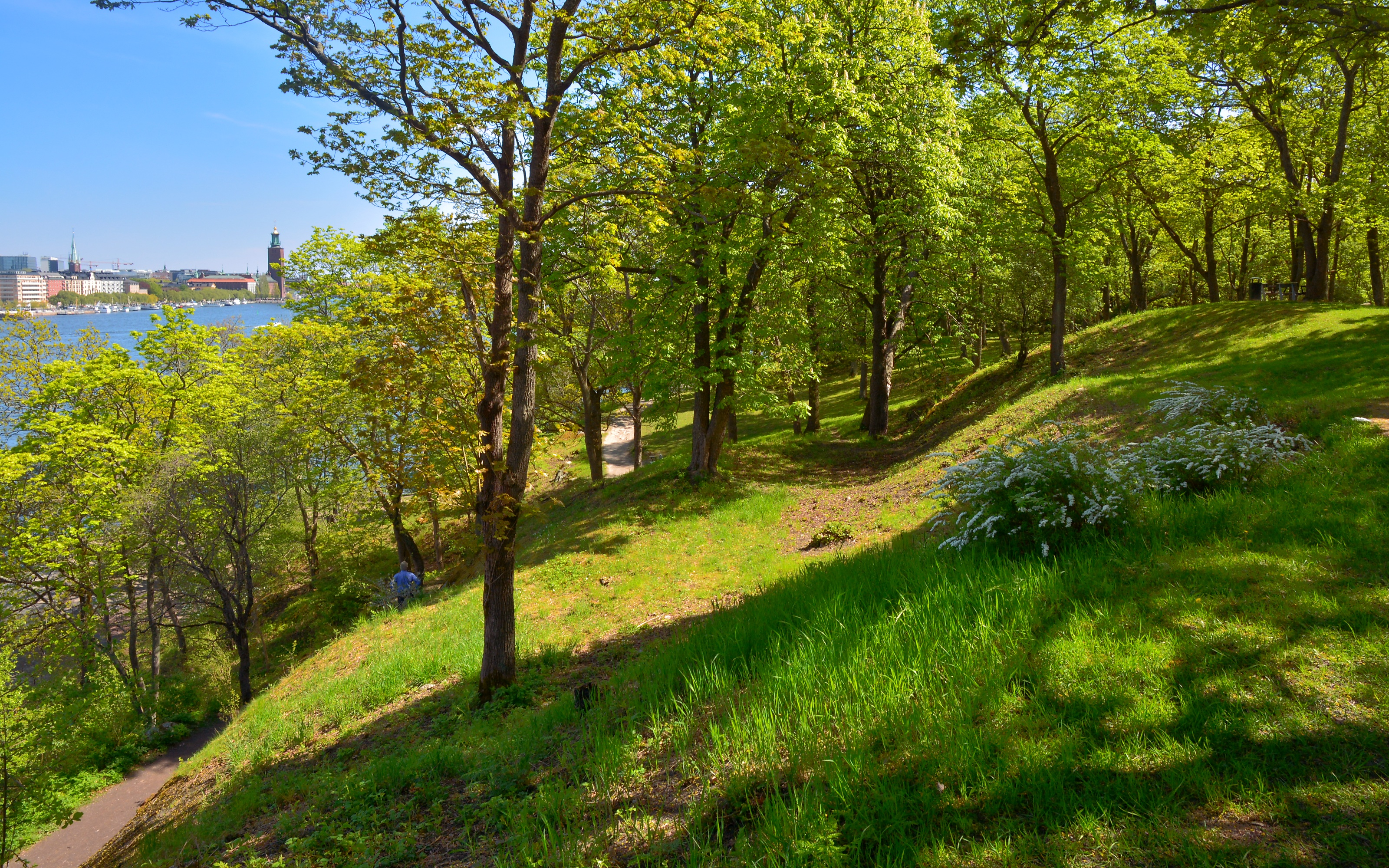
Långholmsparkens nordsluttning mot Riddarfjärden.

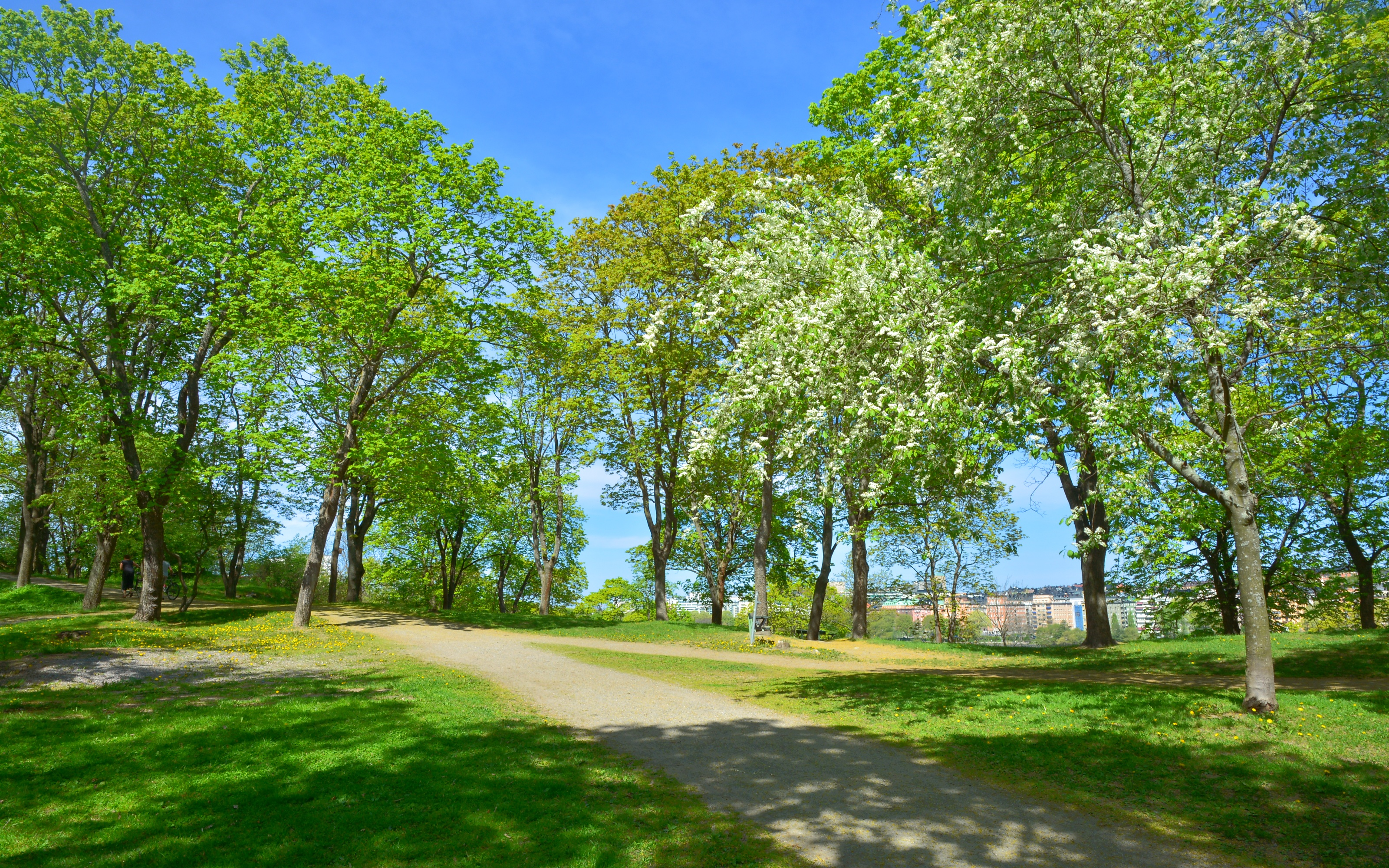
Blommande hägg i Långholmsparken.

Långholmsparken är en park på östra delen av Långholmen i Stockholm. Parken började anläggas redan på 1870-talet.
Vid upprättandet av Albert Lindhagens stadsplan år 1876, gjordes det till regel att (med några få undantag) låta alla stadens obebyggda bergshöjder reserveras för parkanläggningar och planeringar. Exempel på sådana bergstrakter som började iordningställas under 1870- och 1880-talen var bland annat Kronobergsparken, Vanadislunden, Tegnérlunden, Tantolunden och Vitabergsparken samt även Långholmsparken på Långholmsberget. Stilen skulle vara den engelska landskapsparken.
I samband med muddringsarbeten i Pålsundet lades stora mängder muddringsmassor upp på ön och snart var slamtäcket så tjockt att 800 lövträd kunde planteras. Arbeten fortsatte och 1884 kunde ytterligare 1 600 löv- och barrträd planteras. Under 1917 anlades två badplatser längs norra stranden, en för män och en för kvinnor. Dagens Långholmsbadet anlades på 1980-talet och är för båda könen. När parken var färdig på 1930-talet omfattade den en yta på 113 700 m².
På Långholmsbergets krön hade sedan 1940-talet spelats friluftsteater. Teatern blev mycket populär och fick förstoras i omgångar. 1955 hade den slutligen plats för 3 500 personer i en amfiteater som fogar sig in i omgivningen på ett naturligt sätt. Här uppträdde Parkteatern under många år och Sveriges Radio gjorde live-inspelningar på 1970-talet. Senast på sommaren 2009 höll Joakim Thåström och Anna Ternheim rockkonsert i parkens teater.